# Willa doktora Kriebla we Wrocławiu

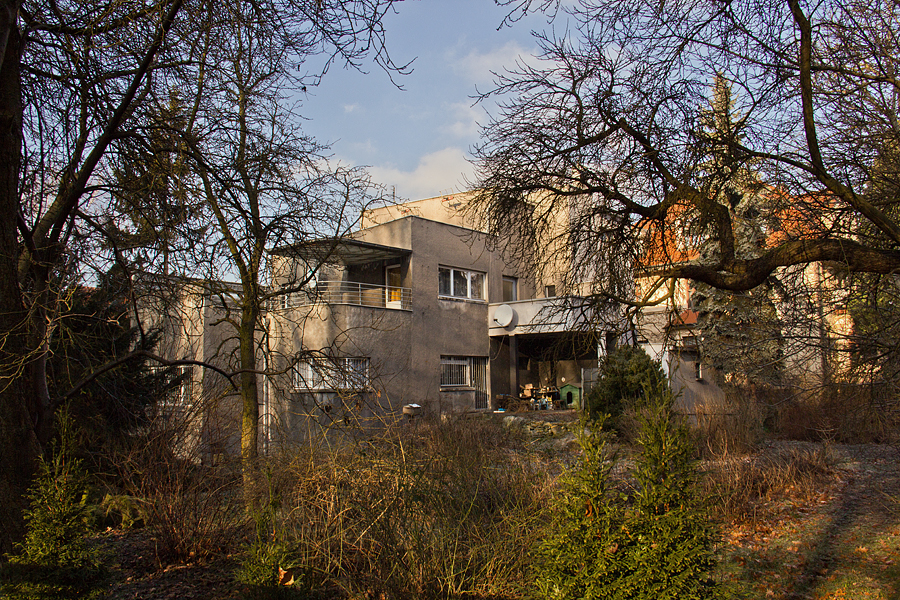
Widok współczesny budynku od strony ogrodu (południowo-wschodniej)

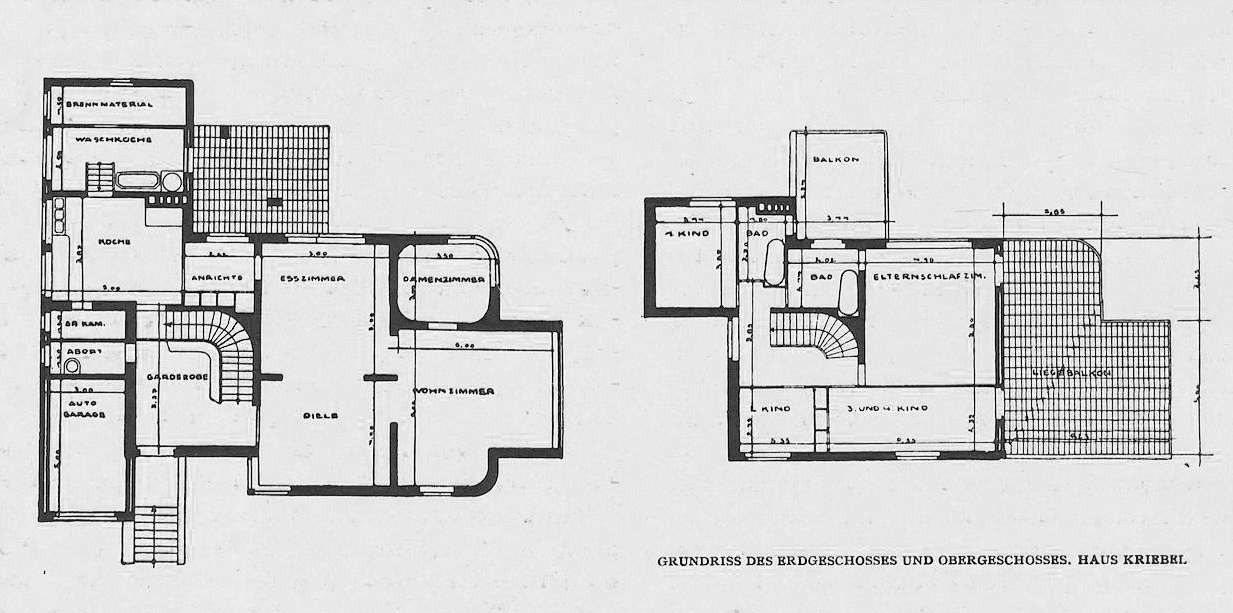
Rzuty pomieszczeń na parterze (po lewej): jadalnia - Esszimmer, pokój dzienny - Wohnzimmer, pokój pani domu - Damenzimmer. Po prawej pokoje na górnym piętrze: sypialnia rodziców - Elternschlafzim, łazienki - Bad, balkon do wypoczynku - Liège Balkon.

Willa doktora Kriebla (niem. Kriebelhaus) – modernistyczny jednorodzinny dom mieszkalny przy ul. Karola Lipińskiego 1 we Wrocławiu wybudowany według projektu Adolfa Radinga dla lekarza Arnolda Kriebla.

## Historia
W roku 1927 wrocławski laryngolog dr Arnold Kriebel, lekarz naczelny szpitala diakonijnego Bethanien, zlecił architektowi Adolfowi Radingowi wykonanie projektu swojego nowego domu na działce, w której posiadaniu był od kilku lat. Działka mieściła się na osiedlu Zalesie w sąsiedztwie parku Szczytnickiego u zbiegu ulic Mozartstrasse i Morgenzeile. Doktor Kriebel znał już wcześniej Radinga, ponieważ prowadził swój prywatny gabinet w kamienicy "Pod Murzynem" przy placu Solnym, nowoczesnym budynku w samym sercu Wrocławia, również zaprojektowanym przez Radinga, który to budynek dzięki swojej śmiałej awangardowej formie stał się znany w całych Niemczech.
Projektując dla Kriebla willę w otoczeniu zieleni Rading, który od początku swojego pobytu we Wrocławiu tworzył domy wielorodzinne, domy jednorodzinne w zabudowie szeregowej i budynki użyteczności publicznej, podjął się tym razem całkiem nowego zadania. Jedynym zbudowanym do tej pory według jego projektu wolno stojącym domem jednorodzinnym we Wrocławiu był jego własny dom na osiedlu Borek zrealizowany w latach 1921-1922, którego nowatorska forma po interwencji Policji Budowlanej musiała ulec zmianie na bardziej zbliżoną do tradycyjnej. Dom Kriebla, który powstał pod koniec roku 1927 stał się jeszcze nowocześniejszym budynkiem projektowanym w duchu architektury „Neues Bauen” o formie niespotykanej do tej pory we Wrocławiu. Arnold Kriebel wraz z rodziną mieszkał w tym domu do czasu wyjazdu z Wrocławia tuż po zakończeniu II wojny światowej.
Dom nie uległ zniszczeniom w czasie wojny i zachował się w bardzo dobrym stanie. Po wojnie w willi przy dawnej Mozartstrasse, która do roku 1948 nosiła nazwę ulicy Władysława Żeleńskiego, a w latach 1948–92 Pawła Findera, zamieszkał geolog, profesor Uniwersytetu Wrocławskiego, Józef Zwierzycki. Dom dzisiaj znajduje się w stanie niemal niezmienionym w stosunku do pierwotnego. Wszelkie remonty i inne prace takie jak np. wymiana stolarki okiennej wykonywane były z dbałością o zachowanie oryginalnych wzorów. Nie zachowała się jedynie pierwotna kolorystyka zaprojektowana przez Radinga.

## Architektura
Willa Kriebla stała się jedną z pierwszych realizacji Radinga wykonaną w myśl jego założeń mówiących, że „dom, który nie otwiera się na ogród, powietrze i słońce jest absurdem”, a które z powodzeniem realizował w następnych latach swojej kariery zarówno w czasie pobytu w Niemczech jak i w Palestynie. Kubiczną bryłę budynku tworzy kilka połączonych ze sobą prostopadłościanów zwiększających uskokowo swoją wysokość ku północy i zachodowi, najważniejsze pomieszczenia sfery mieszkalnej miały swoje okna od nasłonecznionego południa i od wschodu, gdzie znajdował się ogród. Pomieszczeniom gospodarczym przeznaczono mniej doświetloną stronę północną. Tym samym zrealizowana została idea domu pośród zieleni zwróconego w stronę słońca. Część narożników jest zaokrąglona, co miało z kolei łagodzić surowość bryły. Całość kryta jest płaskim dachem. Otwory okienne mają różny kształt i wielkość stosownie do funkcji poszczególnych pomieszczeń. Największe okna z nisko umieszczonym parapetem znajdowały się w jadalni i salonie, najmniejsze w pomieszczeniach gospodarczych. Dom został pokryty tynkiem w kolorze beżowym kontrastującym z bielą stolarki okiennej i drzwi.
Projektując wnętrza domu Rading wykorzystał wzorce z modelowego osiedla Weissenhof wystawy Werkbundu w Stuttgarcie, w której uczestniczył, a które zostały szerzej zaprezentowane dwa lata później w czasie podobnej wrocławskiej wystawy „Mieszkanie i Miejsce Pracy” (WUWA). Chodziło tu głównie o jasny podział mieszkania na część dzienną i część nocną, a także osobną część gospodarczą. Na parterze swoje miejsca znalazły pomieszczenia części dziennej: jadalnia z wyjściem na taras prowadzący do ogrodu, salon i pokój muzyczny. Wszystkie te trzy pomieszczenia był oddzielone rozsuwanymi drzwiami, dzięki czemu można było je łączyć tworząc jedną wielką przestrzeń. Rozwiązanie to umożliwiało lepszy przepływ świeżego powietrza w całej strefie dziennej. Nieco izolowany od tej części wspólnej wydaje się umieszczony w południowo-wschodnim narożniku niewielki pokój pani domu z zaokrąglonymi kątami. Służył jako przytulne miejsce do odpoczynku. Ozdobiony był hebanowymi meblami i okładziną drzewną. Połowę jego powierzchni zajmował tapczan, swoje miejsce znalazła tam także szafa ze szklana witryną i regał na książki. Okno tego saloniku umieszczono wysoko tak, aby osoba leżąca na tapczanie widziała jedynie zieleń i niebo.
Przedpokój ze schodami na I piętro i garderoba oddzielały część dzienną na parterze od części gospodarczej, którą tworzyły kuchnia, spiżarnia i garaż. Część nocna na pierwszym piętrze to sypialnia rodziców, trzy pokoje dla dzieci i dwie oddzielne łazienki, jedna dla rodziców, druga dla czwórki dzieci. Na pierwszym piętrze znajdują się także dwa balkony, jeden z widokiem na ogród skierowany w stronę południową służył do odpoczynku i kąpieli słonecznych. Wychodziło się z niego przez sypialnię rodziców i jeden z pokojów dzieci. Był on częściowo zadaszony. Drugi balkon, z którego wyjście prowadziło bezpośrednio z łazienki rodziców, służył do uprawiania gimnastyki na świeżym powietrzu. Zaokrąglone balustrady balkonów zdradzają fascynację Radinga architekturą okrętów, która stała się wkrótce jego znakiem firmowym, a którą szczególnie rozwinął projektując dwa lata później wieżowiec na wystawie WuWA. Rading opracował dla tego domu także projekt kolorystyki pomieszczeń oraz większość mebli. Willa Kriebla jest jednym z najważniejszych dzieł w karierze Radinga. W okresie międzywojennym należała do najnowocześniejszych i najbardziej awangardowych przykładów budownictwa mieszkalnego we Wrocławiu.

## Galeria zdjęć
Zdjęcia ilustracyjne do artykułu Adolfa Radinga Ein Landhaus in Breslau w czasopiśmie „Innendekoration” z roku 1929.

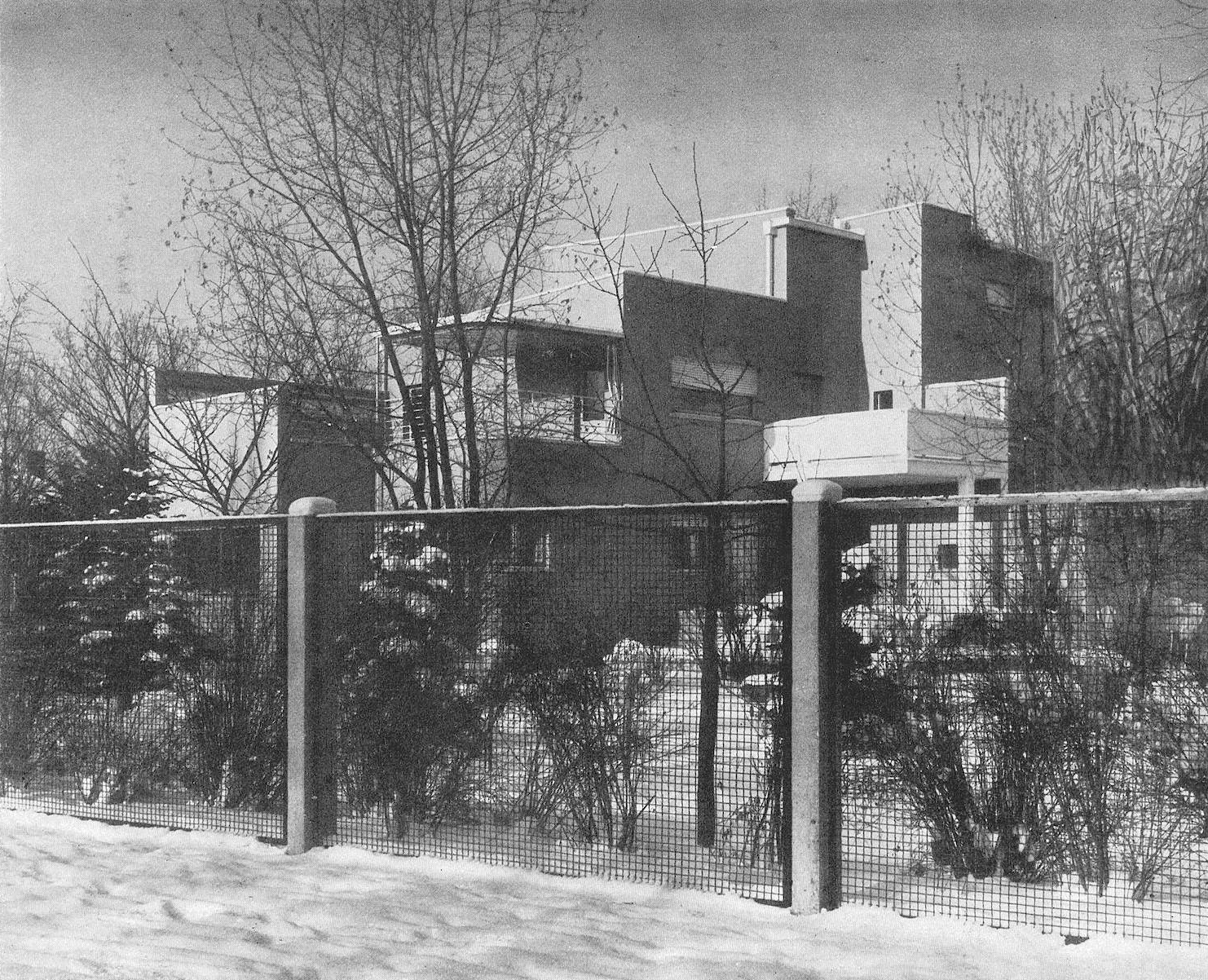
Widok willi od al. Różyckiego
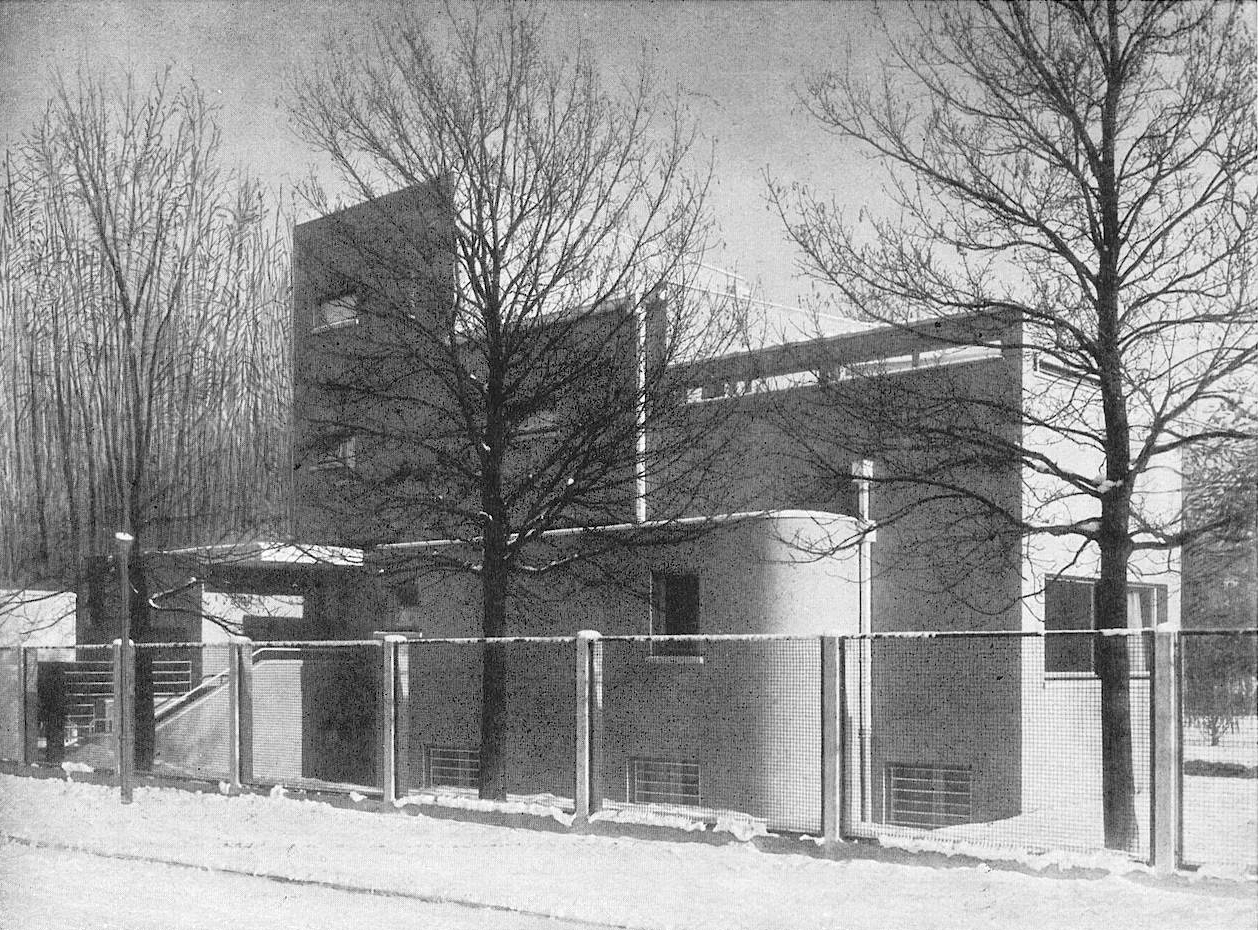
Widok willi od ul. Lipińskiego
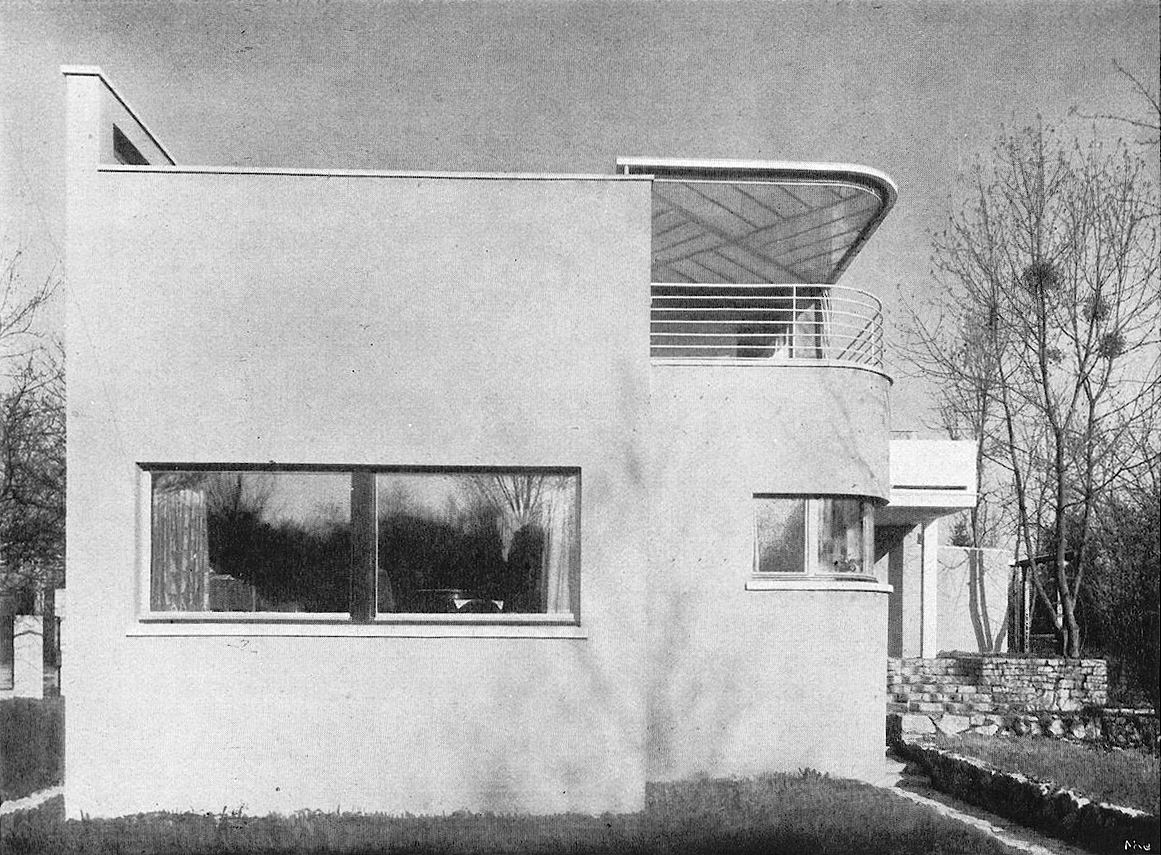
Widok od południa
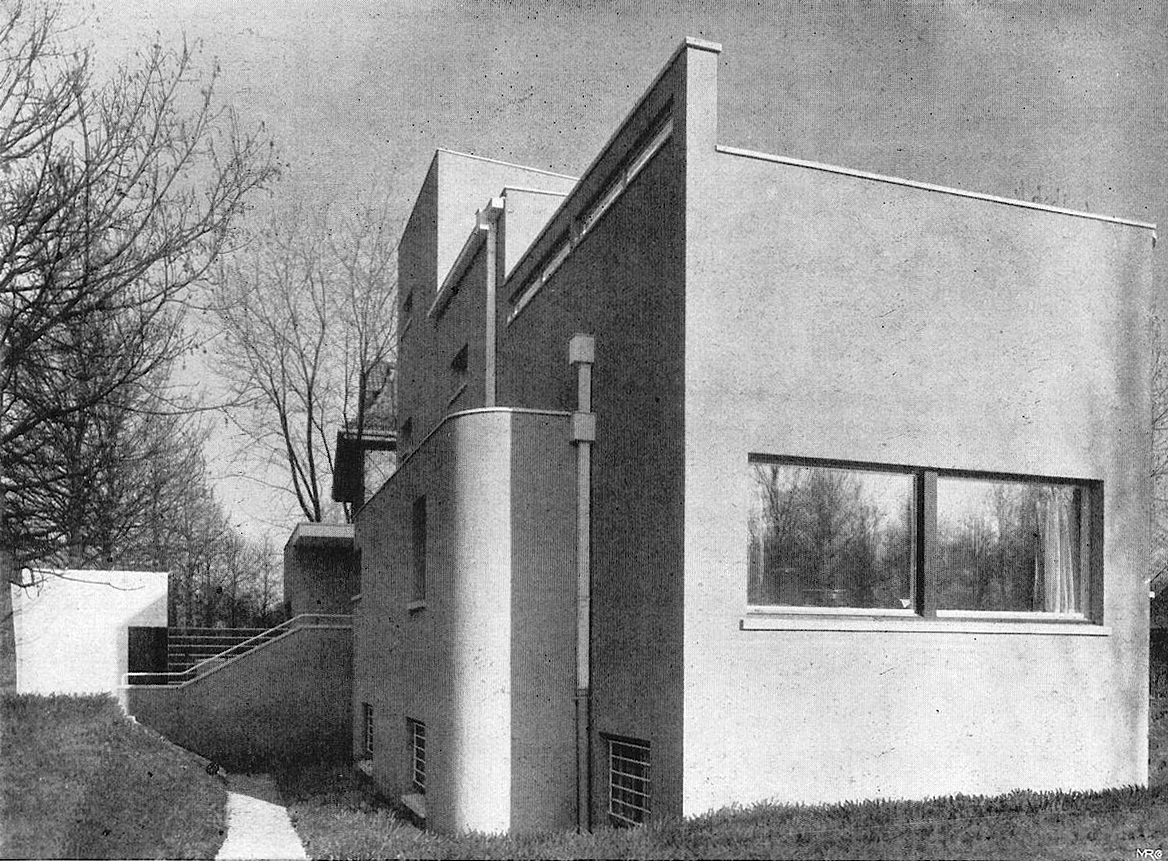
Widok od południowego zachodu
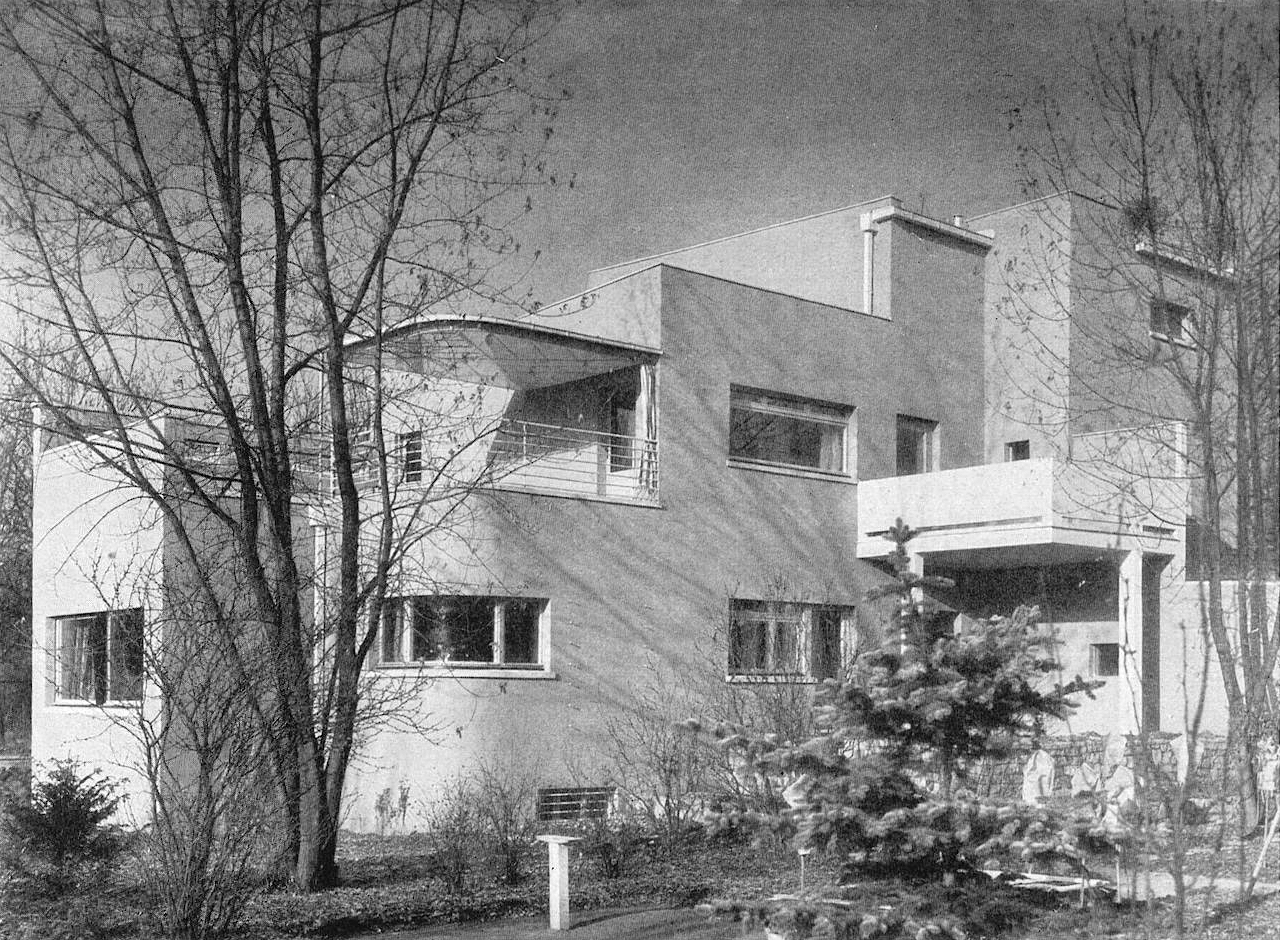
Widok od ogrodu
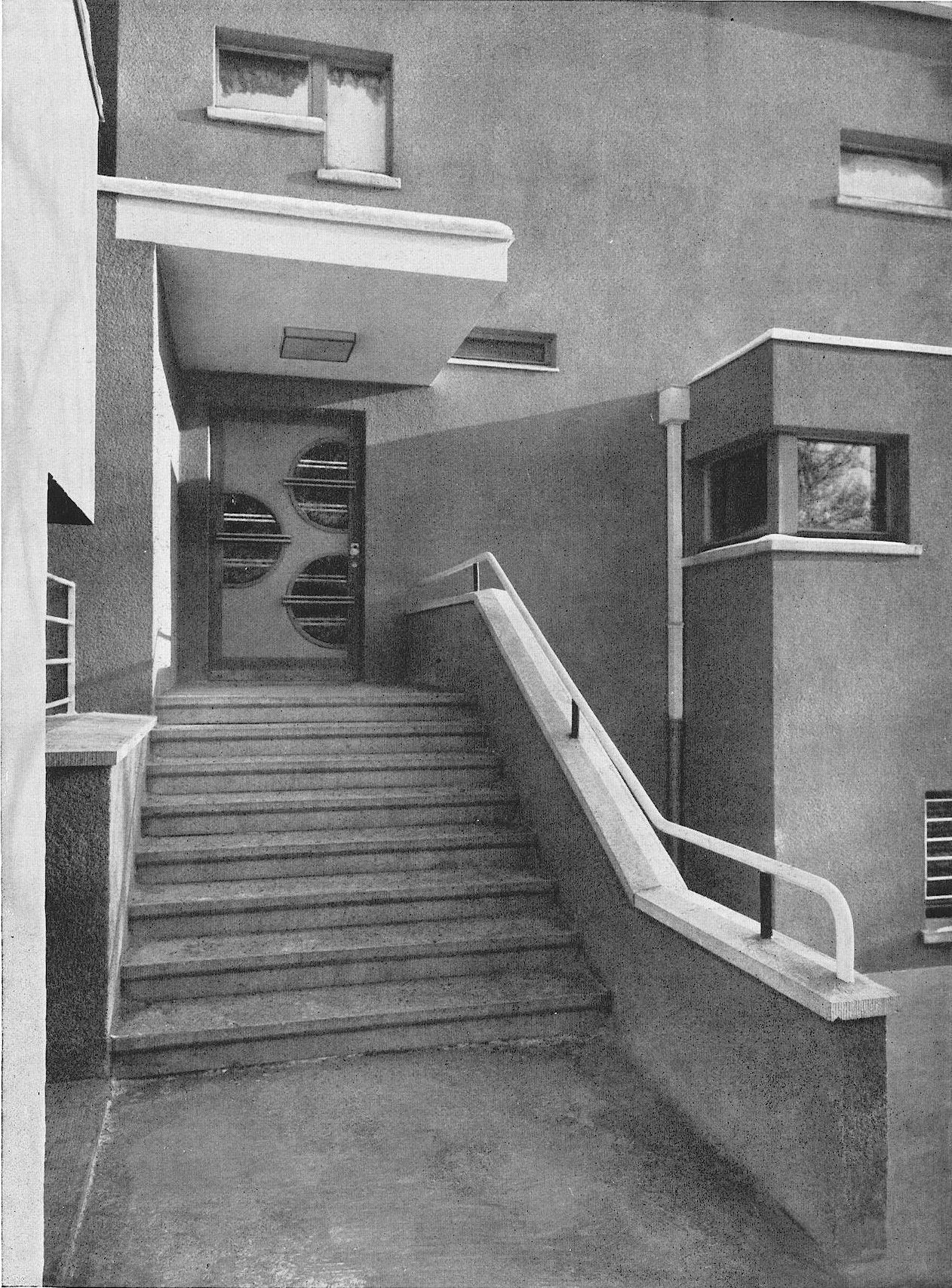
Wejście główne
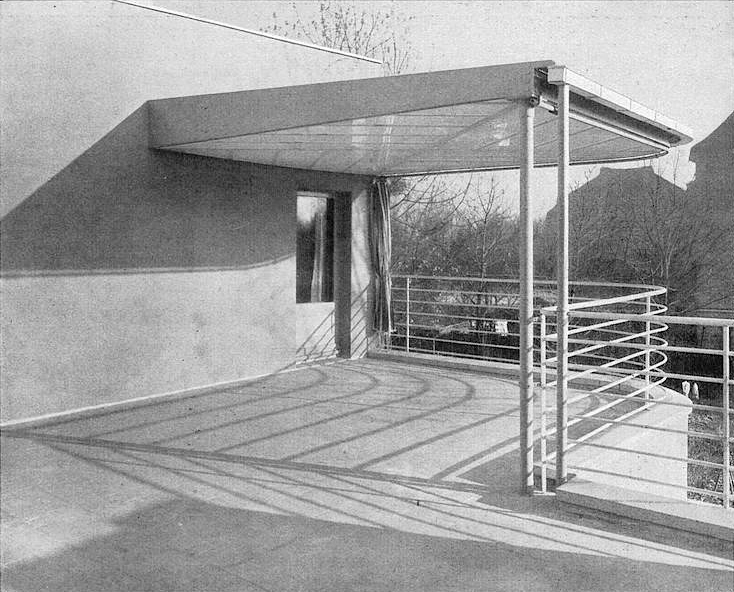
Balkon służący do kąpieli słonecznych i wypoczynku
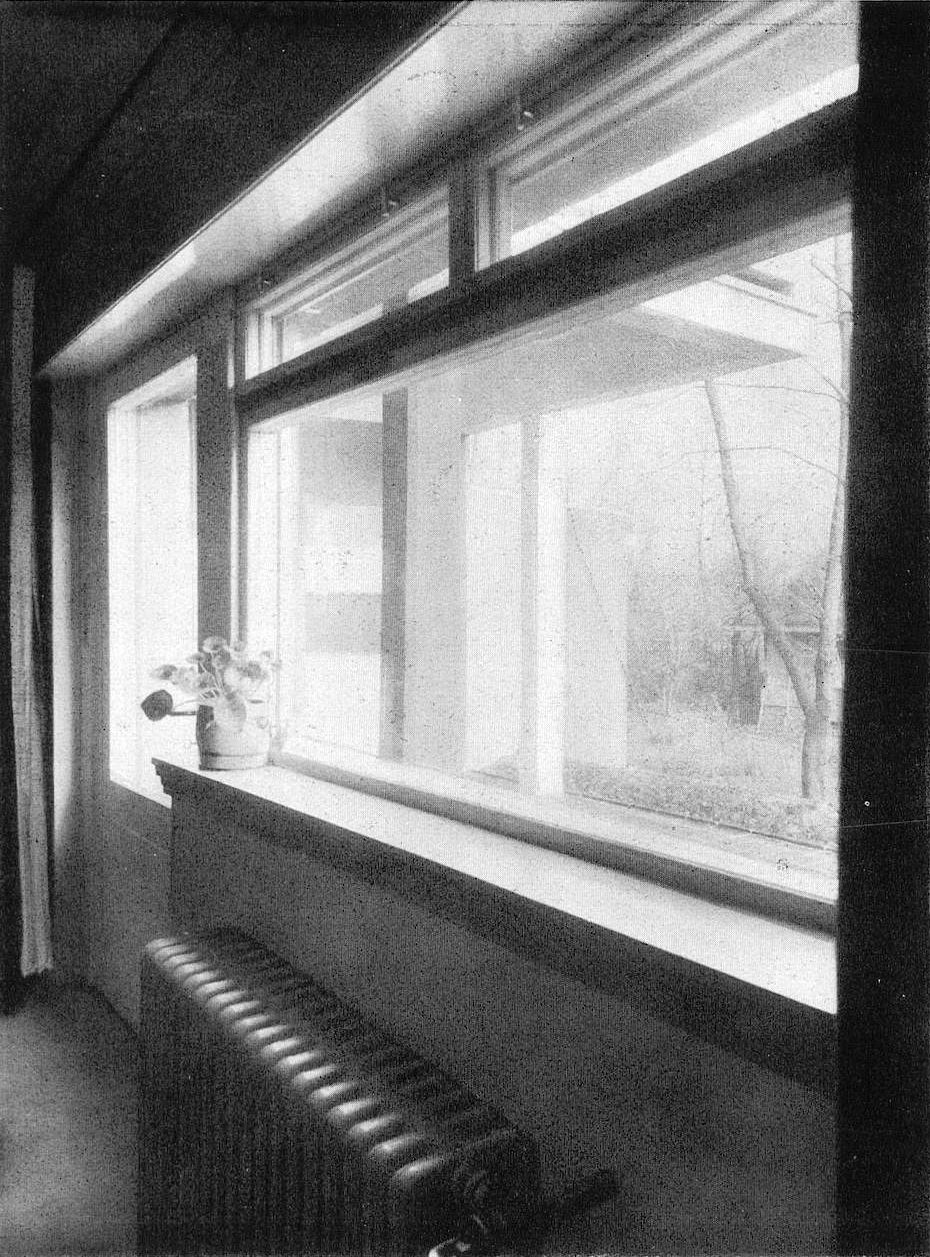
Okno w jadalni
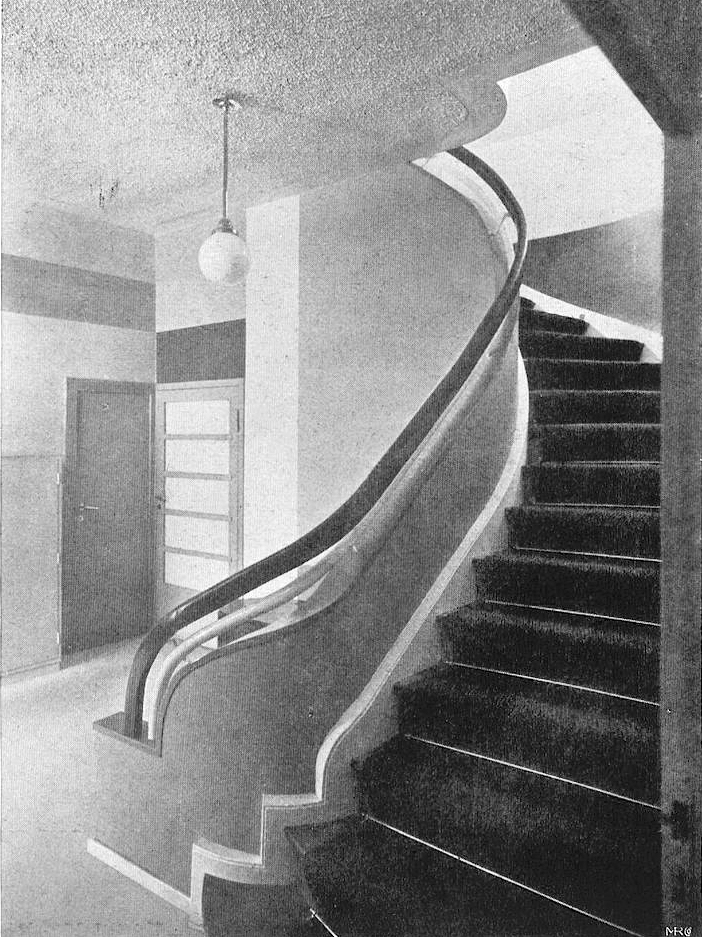
Schody na I piętro
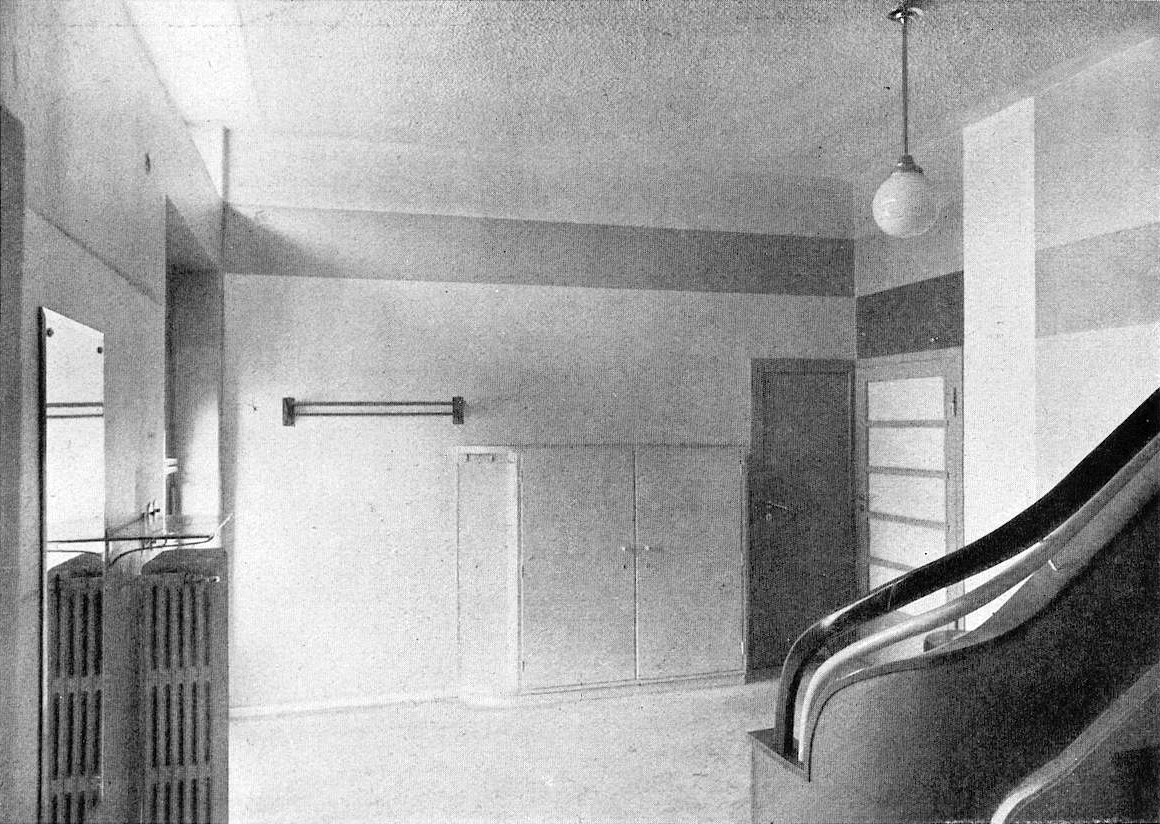
Przedpokój z garderobą na parterze
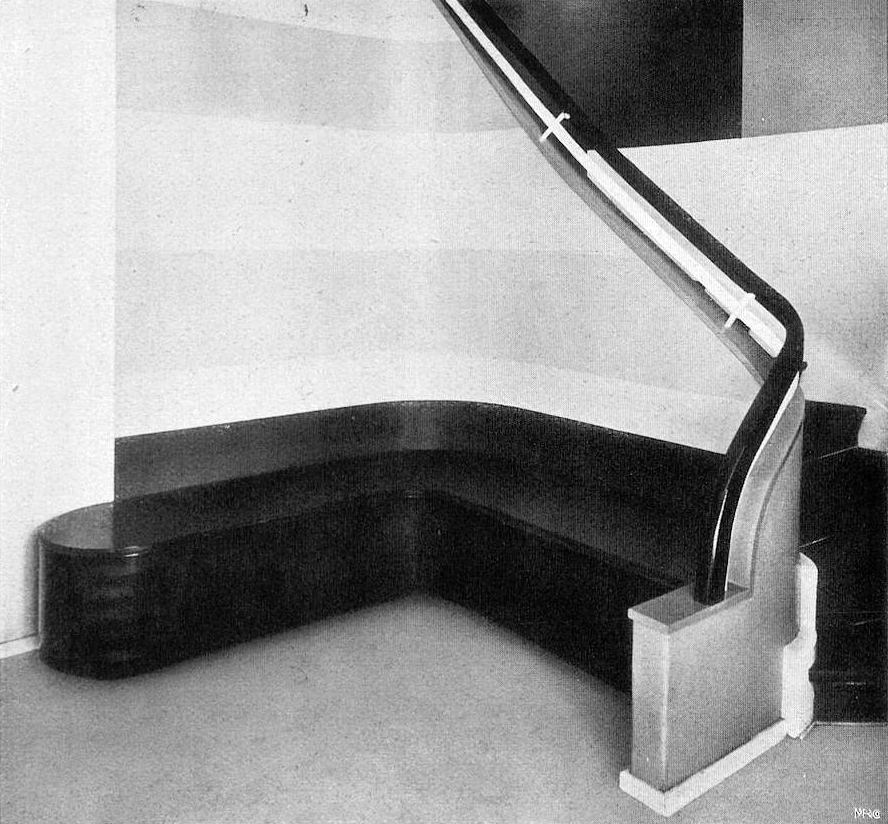
Ława w przedpokoju na parterze
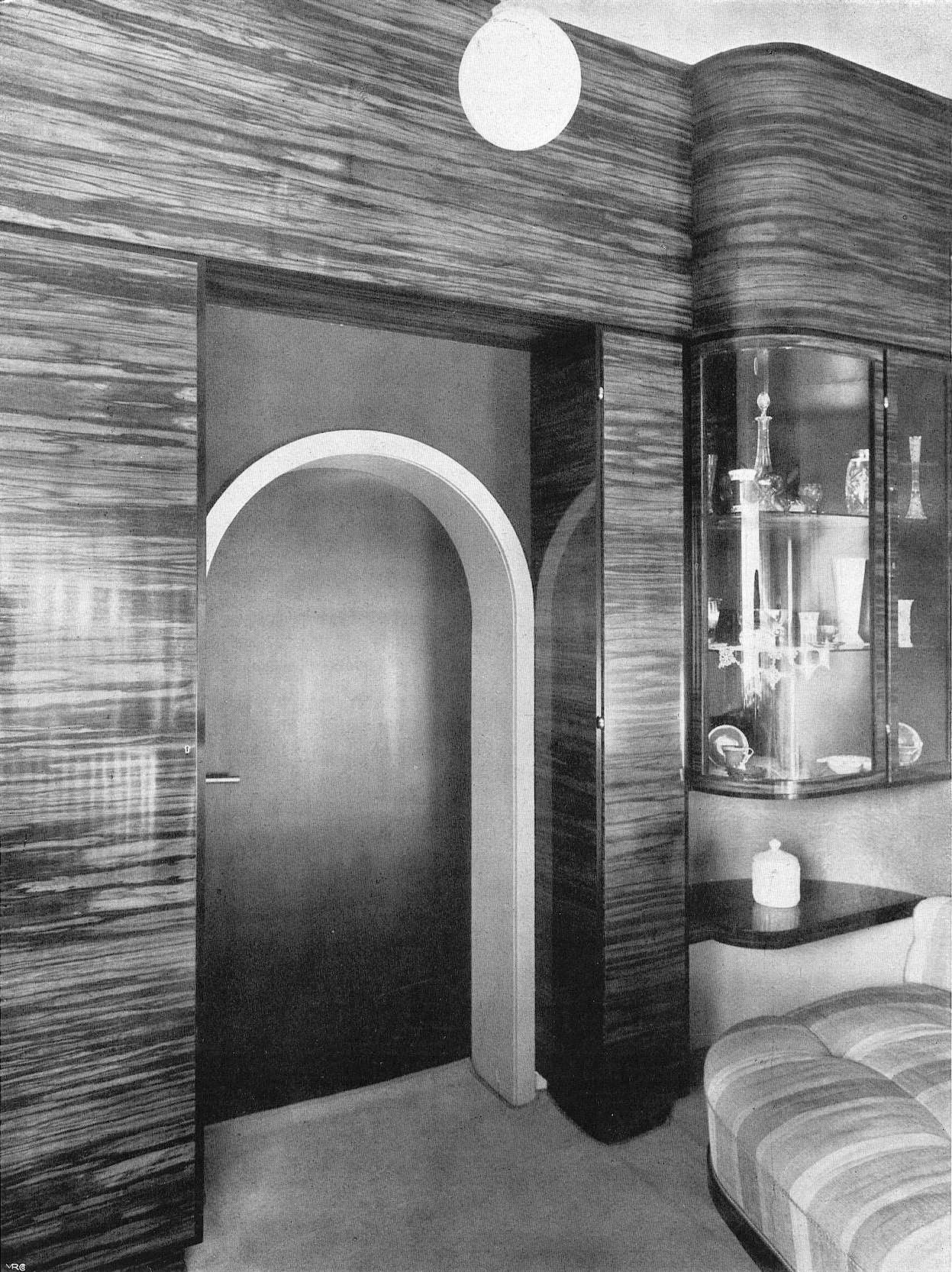
Hebanowe meble w salonie pani domu
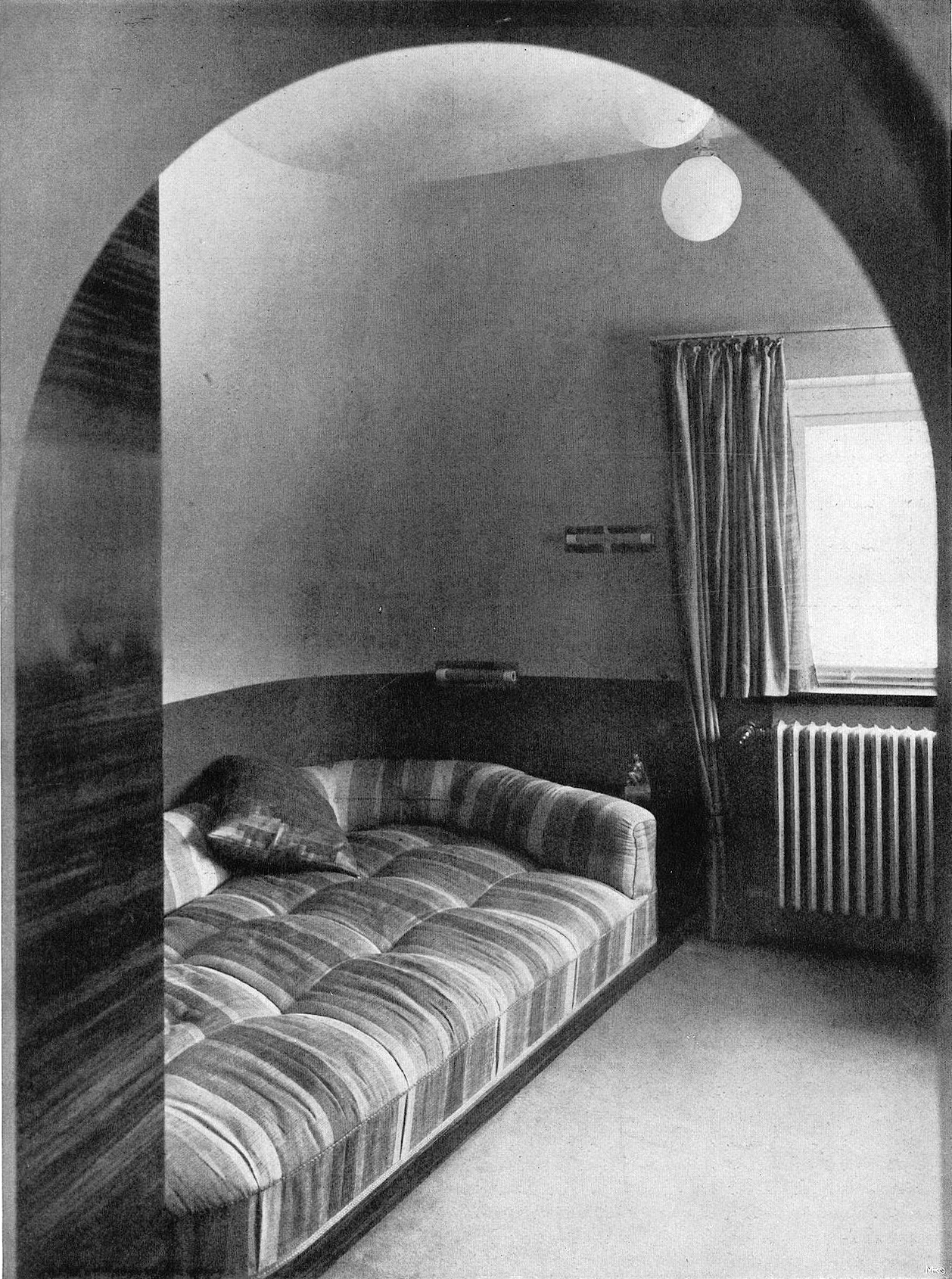
Wnętrze salonu pani domu
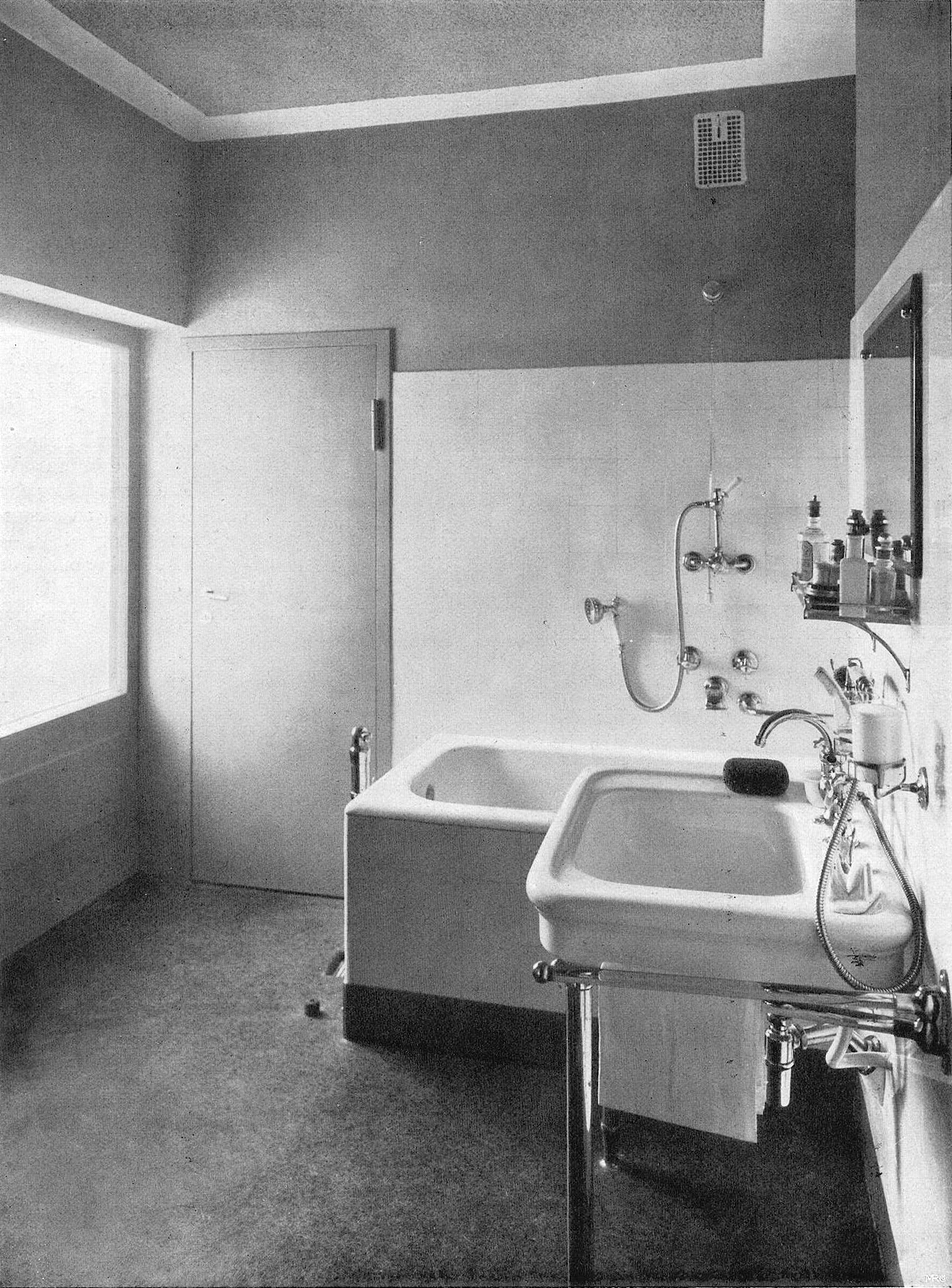
Łazienka